# Estereotipos de los afroestadounidenses

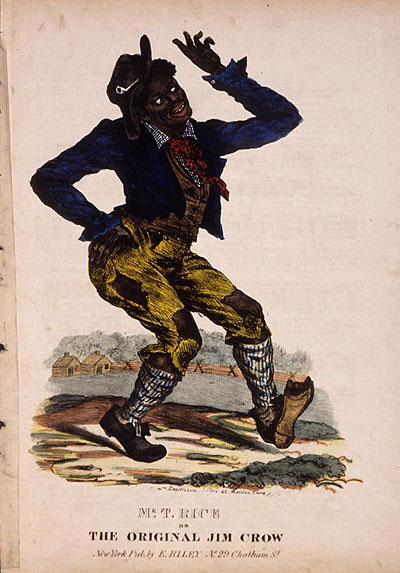
Portada de una edición de 1832 de las partituras de Jump Jim Crow, que representa a un afroestadounidense estereotipado que se llama Jim Crow.

Los estereotipos de los afroestadounidenses son creencias erróneas sobre la cultura de las personas con ascendencia parcial o total de cualquier grupo racial negro de África cuyos antepasados residían en Estados Unidos desde antes de 1865. Estos estereotipos están relacionados en gran medida con el racismo y la discriminación que sufren los afroamericanos. Estas creencias se remontan a la esclavitud de los negros durante la época colonial y han evolucionado dentro de la sociedad estadounidense con el paso del tiempo.
Las primeras manifestaciones importantes de estereotipos sobre los afroamericanos fueron los espectáculos minstrel. A partir del siglo XIX, utilizaron actores blancos usando blackface y vistiendo ropas que supuestamente llevaban los afroamericanos para ridiculizar y menospreciar a los negros. Algunos estereotipos del siglo XIX, como el sambo, se consideran hoy despectivos y racistas. Los estereotipos Mandingo y Jezebel presentan a los afroamericanos como hipersexuales, lo que contribuye a su sexualización. El arquetipo mammy representa a una mujer negra maternal que se dedica a su papel trabajando para una familia blanca, un estereotipo que se remonta al origen de las plantaciones sureñas. A menudo se estereotipa a los afroamericanos por su inusual preferencia por el pollo frito, la sandía y las bebidas de uva.
Tanto en la década de 1980 como en las siguientes, surgieron estereotipos de los hombres negros que los describían como delincuentes y degenerados sociales, sobre todo como traficantes de drogas, adictos al crack, vagabundos y atracadores de los pasos subterráneos. Jesse Jackson afirmó que los medios de comunicación presentan a los negros como menos inteligentes.  El negro mágico es un arquetipo de personaje que se representa como poseedor de una perspicacia o unos poderes especiales, y ha sido representado (y criticado) en el cine estadounidense. En la historia reciente, los hombres negros son estereotipados como padres holgazanes. Los hombres afroamericanos también son estereotipados como criminales peligrosos. Los afroamericanos son estereotipados frecuentemente como hipersexuales, atléticos, incivilizados, incultos y violentos. Los jóvenes afroamericanos urbanos suelen ser etiquetados como gangstas o mujeriegos. También se estereotipa a los hombres negros como hipermasculinos, deportistas hiperviolentos, gánsteres y matones. En las películas, se estereotipa a los negros como habitantes del barrio.
La mayoría de los estereotipos de las mujeres negras incluyen representaciones que las retratan como reinas del bienestar o como mujeres negras enojadas, ruidosas, agresivas, exigentes y groseras. Otras representan a las mujeres negras con una naturaleza maternal y cuidadora, debido al arquetipo de la mammy.
La pereza, la sumisión, el atraso, la lascivia, la traición y la deshonestidad son estereotipos asignados históricamente a los afroamericanos.

## Estereotipos históricos

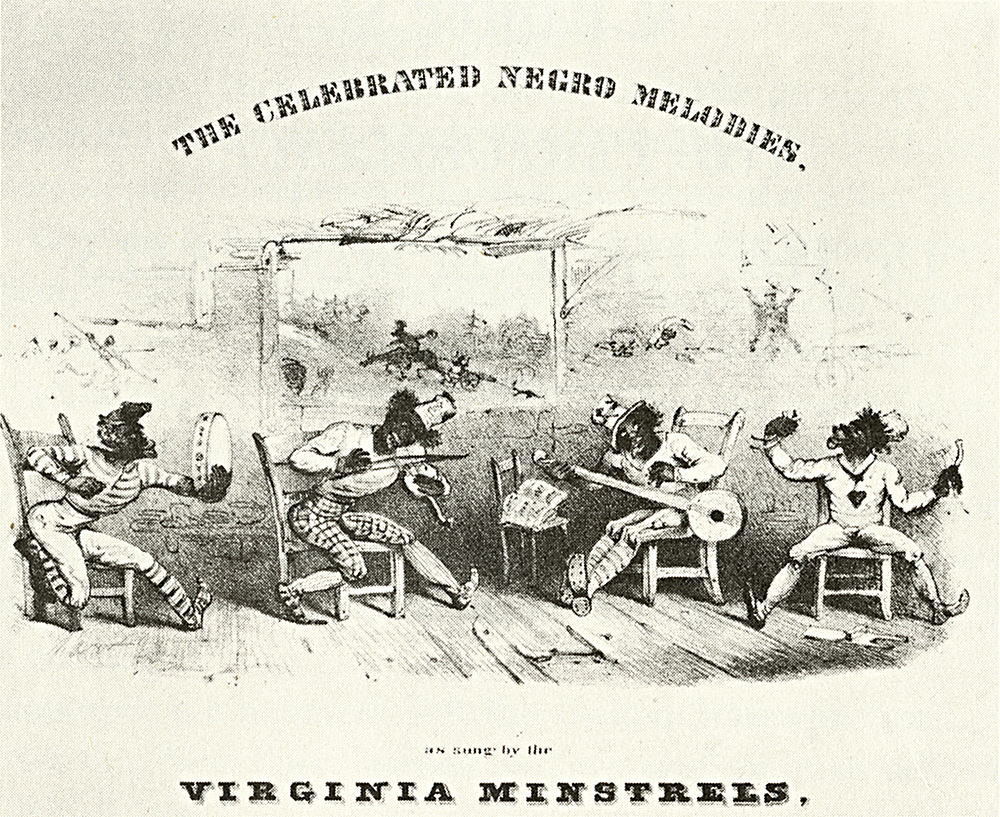
Detalle de la portada de The Celebrated Negro Melodies, as Sung by the Virginia Minstrels, 1843.

Los espectáculos minstrel se convirtieron en una forma popular de teatro durante el siglo XIX, que retrataba a los afroamericanos de forma estereotipada y a menudo despectiva, siendo algunas de las más comunes que son ignorantes, vagos, bufones, supersticiosos, alegres y musicales. Uno de los estilos más populares del minstrel era el blackface, en el que los intérpretes blancos quemaban corcho y más tarde maquillaje teatral o se aplicaban betún de zapatos en la piel con el objetivo de ennegrecerla y exagerar los labios, a menudo vistiendo pelucas de lana, guantes, fracs o ropas harapientas para dar una representación teatral burlona y racialmente prejuiciosa de los afroamericanos. Esta actuación ayudó a introducir el uso de insultos raciales contra los afroamericanos, incluyendo darky y coon.

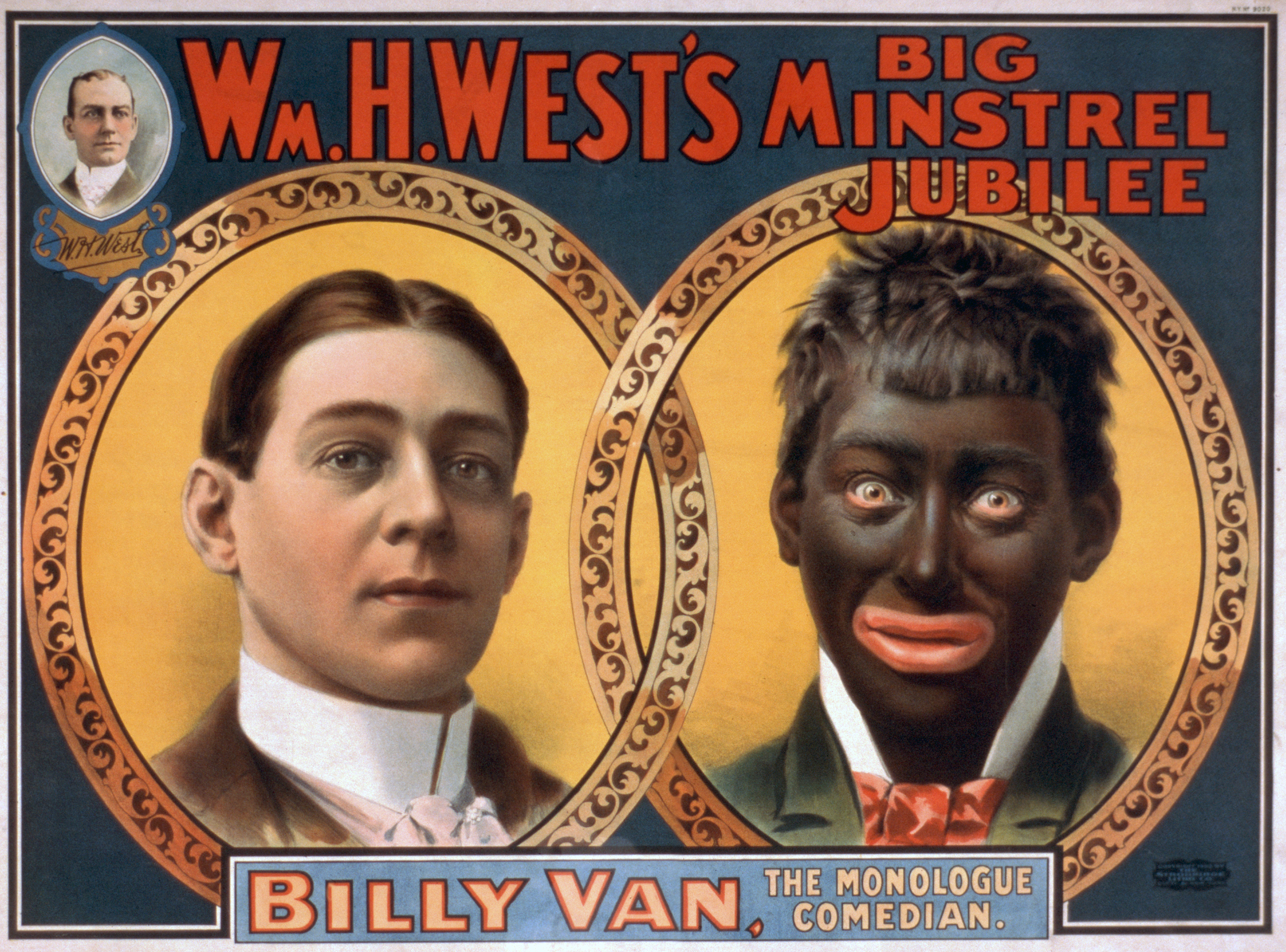
Esta reproducción de un cartel de un minstrel de William H. West de 1900, publicado originalmente por la Strobridge Litho Co., muestra la transformación de blanco a negro.

El personaje de arquetípico más conocido es Jim Crow, entre otros, que aparece en innumerables historias, minstrels y primeras películas con representaciones y mensajes racialmente prejuiciosos sobre los afroamericanos.

### Jim Crow
El personaje Jim Crow iba vestido con harapos, sombrero maltrecho y zapatos rotos. El actor llevaba blackface e imitaba a un peón de campo negro muy ágil e irreverentemente ocurrente. La canción popular del personaje era “Turn around and wheel about, and do just so. Y cada vez que me doy la vuelta salto Jim Crow” (Giro y giro, y lo hago así. Y cada vez que giro salto Jim Crow).

### Sambo,golliwogypickaninny
El personaje de Sambo era un estereotipo de hombre negro al que se consideraba muy alegre, normalmente risueño, perezoso, irresponsable o despreocupado. El estereotipo de Sambo adquirió notoriedad gracias al libro infantil de 1898 Little Black Sambo (el negrito Sambo), de Helen Bannerman. Contaba la historia de un niño llamado Sambo que burlaba a un grupo de tigres hambrientos. Esta representación de los negros ocupó un lugar destacado en las películas de principios del siglo XX. El texto original sugería que Sambo vivía en la India, pero este hecho puede haber escapado a muchos lectores. El libro se ha considerado a menudo un insulto contra los africanos.
La figura del Golliwog, de piel negra, ojos con bordes blancos, labios rojos exagerados, pelo crespo, cuello blanco alto, pajarita y chaqueta y pantalones de colores, se basaba en la tradición del blackface del minstrel. El personaje fue muy popular en otros países occidentales y siguió siéndolo hasta bien entrado el siglo XX. El epíteto derivado del inglés de la Commonwealth wog se aplica más a menudo a las personas del África subsahariana y del subcontinente indio que a los afroamericanos, pero los muñecos Golly que aún se fabrican conservan en su mayoría el aspecto del estereotipado blackface del minstrel.
El término pickaninny, reservado a los niños, tiene un patrón de uso similar en el teatro y los medios de comunicación populares estadounidenses. Se originó a partir del término español pequeño niño y del portugués pequenino para describir a los niños pequeños en general, pero se aplicó especialmente a los niños afroamericanos en Estados Unidos y más tarde a los niños aborígenes australianos.

#### Niños negros como carnada para caimanes

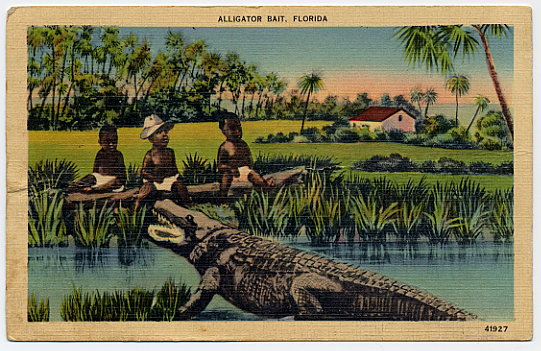
Postal racista de 1900, con la leyenda: Carnada para caimanes, Florida.

Una variante del estereotipo pickaninny representaba la utilización de niños negros como carnada para cazar caimanes. Aunque aparecieron referencias dispersas a la supuesta práctica en periódicos de principios del siglo XX, no existen pruebas creíbles de que el estereotipo reflejara una práctica histórica real.

### Mammy
El arquetipo de la mammy describe a las esclavas domésticas afroamericanas que ejercían de niñeras y prestaban cuidados maternales a los niños blancos de la familia, que recibían un grado inusual de confianza y afecto por parte de sus esclavizadores. Los primeros relatos del arquetipo de la mammy proceden de memorias y diarios que surgieron tras la guerra civil estadounidense, en los que se idealizaba el papel de la esclava doméstica dominante: una mujer completamente dedicada a la familia blanca, especialmente a los niños, y a la que se encomendaba por completo la gestión doméstica. Además, era amiga y consejera.

### Mandingo
El mandingo es un estereotipo de hombre negro sexualmente insaciable con un gran pene, inventado por los esclavistas blancos para promover la idea de que los negros no eran civilizados, sino animales por naturaleza. Los esclavistas y subastadores blancos alababan la supuesta fuerza física inherente, la agilidad y la capacidad reproductora de los hombres negros para promocionar a los esclavos que vendían. Desde entonces, el estereotipo del mandingo se ha utilizado para justificar social y legalmente los casos de relaciones interraciales entre hombres negros y mujeres blancas, convirtiéndolos en historias de lujuria incontrolable y unilateral (por una u otra parte). A veces, este estereotipo también se ha confundido con el de black brute (negro salvaje) o black buck (macho negro), que pinta la imagen de un hombre negro indomable con impulsos sexuales voraces y violentos.

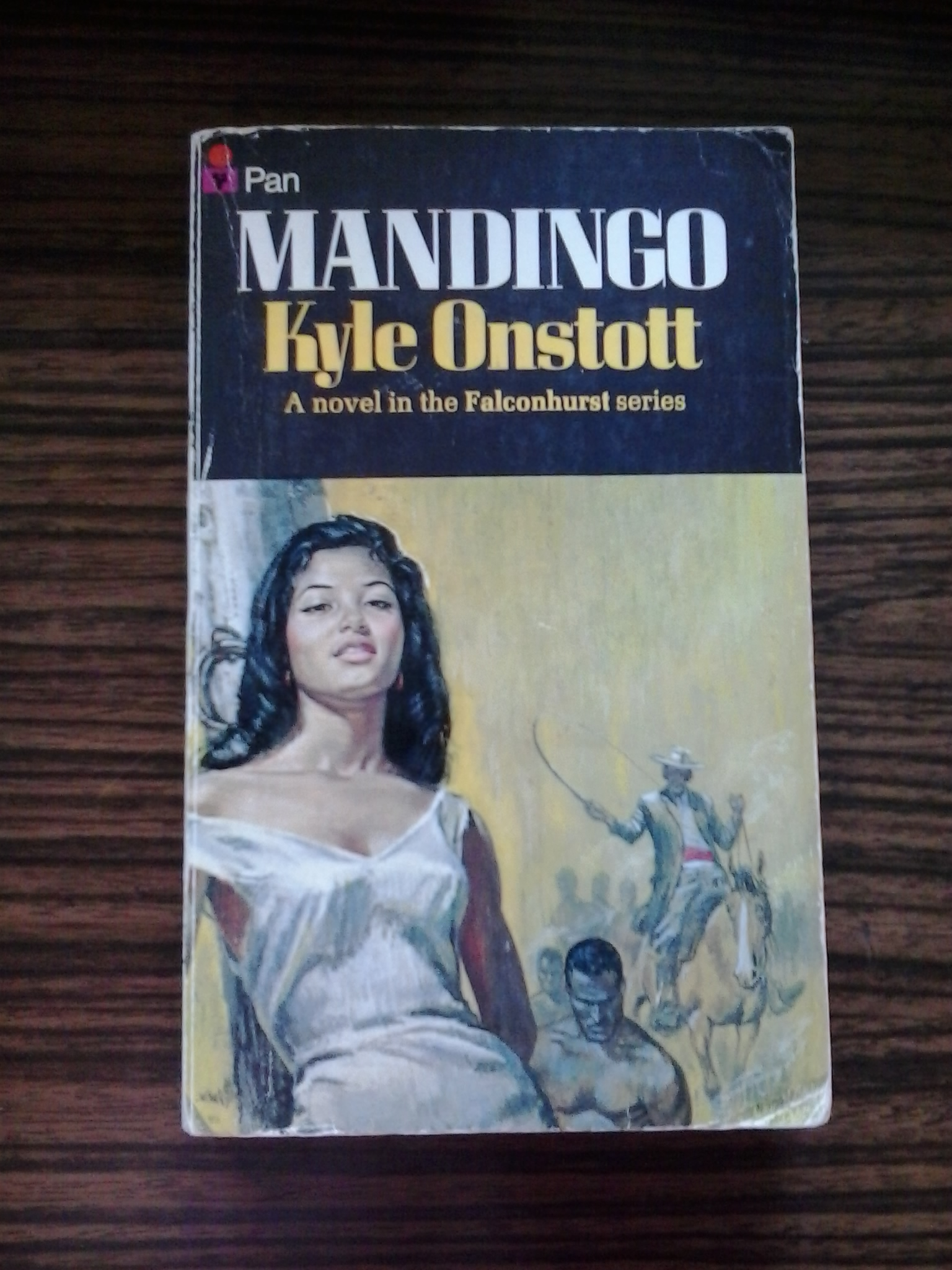
Portada del libro Mandingo de Kyle Onstott.

El término mandingo es una deformación de la palabra que designa a los pueblos mandingas de África Occidental, que actualmente pueblan Mali, Guinea y Gambia. Uno de los primeros usos encontrados se remonta al siglo XX, con la publicación de Mandingo, una novela histórica erótica de 1957. El libro formaba parte de una serie más amplia que presentaba, con detalles gráficos y eróticos, diversos casos de lujuria interracial, promiscuidad, ninfomanía y otros actos sexuales en una plantación ficticia de cría de esclavos. Junto con la película El nacimiento de una nación (1915), los medios de comunicación blancos estadounidenses crearon el estereotipo del hombre negro como una bestia indómita que pretendía ejercer la violencia y la venganza contra el hombre blanco mediante la dominación sexual de la mujer blanca.

### Sapphire
El estereotipo Sapphire define a la mujer negra como contestona, autoritaria y castradora en sus relaciones con los hombres, especialmente con los hombres negros. Suele mostrarse como controladora y agobiante, y su papel consiste a menudo en degradar y menospreciar al hombre negro por sus defectos. Esta representación de una mujer verbal y físicamente abusiva para las mujeres negras va en contra de las normas comunes de la feminidad tradicional, que exigen que las mujeres sean sumisas y no amenazantes. Durante la época de la esclavitud, los propietarios blancos de esclavos inflaron la imagen de una mujer negra esclavizada que levantaba la voz a sus homólogos masculinos, lo que a menudo era necesario en el trabajo diario. Esto se utilizaba para contrastar a la mujer negra ruidosa e incivilizada con la mujer blanca, a la que se consideraba más respetable, tranquila y de conducta moral.
La popularización del estereotipo de Sapphire se remonta al exitoso programa de radio Amos 'n' Andy, de 1928-1960, escrito y protagonizado por actores blancos. Sapphire Stevens, el personaje femenino negro, era la esposa de George Kingfish Stevens, un hombre negro al que se describía como vago e ignorante. Estos rasgos solían desencadenar la ira y la violencia extremas de Sapphire. A Sapphire se la consideraba demasiado conflictiva y emasculadora con su marido por lo que la popularidad de la serie convirtió a su personaje en una caricatura y un estereotipo.
Este estereotipo también se ha convertido en el tópico de la mujer negra enfadada, que retrata a las mujeres negras estadounidenses como groseras, ruidosas, maliciosas, testarudas y dominantes en todas las situaciones, no sólo en sus relaciones.

### Jezebel
Jezebel es un estereotipo de mujer negra hipersexual, seductora y sexualmente voraz. Su valor en la sociedad o en los medios de comunicación se basa casi exclusivamente en su sexualidad y su cuerpo.
Las raíces del estereotipo de Jezebel surgieron durante la época de la esclavitud en Estados Unidos. Los esclavistas blancos controlaban la sexualidad y la fertilidad de las mujeres negras esclavizadas, ya que su valor en la subasta dependía de su capacidad de procrear, es decir, de su capacidad para producir más esclavos. La cosificación sexual de las mujeres negras redefinió sus cuerpos como “lugares de sexualidad salvaje y desenfrenada”, insaciablemente deseosas de mantener relaciones sexuales y quedarse embarazadas. En realidad, las mujeres negras esclavizadas eran reducidas a poco más que reproductoras, frecuentemente coaccionadas y agredidas sexualmente por los hombres blancos.
Tras la emancipación, la sexualización de la mujer negra ha seguido siendo un fenómeno generalizado en la sociedad occidental. Las Jezabel modernas son omnipresentes en la cultura musical popular; las mujeres negras aparecen más a menudo en los vídeos musicales con ropa provocativa y comportamiento hipersexual en comparación con otras razas, sobre todo las mujeres blancas. El estereotipo de la Jezebel también ha contribuido a la adultización y sexualización de las adolescentes negras.

### Mulata trágica
Un estereotipo muy popular en el comienzo de Hollywood, la mulata trágica, servía de relato de advertencia para los negros. Se la solía representar como una mujer sexualmente atractiva, de piel clara, de ascendencia africana pero que podía pasar por caucásica. El estereotipo presentaba a las mujeres de piel clara como obsesionadas por salir adelante, siendo su objetivo final el matrimonio con un hombre blanco de clase media. La única vía de redención sería que ella aceptara su negritud.

### Tío Tom
El estereotipo del Tío Tom representa a un hombre negro de mente simple y complaciente, pero esencialmente interesado en el bienestar de los blancos por encima del de otros negros. Deriva del personaje que da título a la novela La cabaña del tío Tom, y es sinónimo de esclavo negro varón que informaba de las actividades de otros esclavos negros a su amo blanco, a menudo denominado el negro de la casa, sobre todo para las fugas planeadas. Es la versión masculina del estereotipo similar Aunt Jemima.

### Black brute,black buck
Black brutes (negro salvaje) o black bucks (macho negro) son estereotipos de los hombres negros, a los que se suele describir como muy propensos a comportamientos violentos e inhumanos y se les presenta como depredadores horribles que atacan a víctimas indefensas, especialmente mujeres blancas. En los Estados Unidos posteriores a la Reconstrucción, black buck era un insulto racial utilizado para describir a los hombres negros que se negaban a someterse a la ley de la autoridad blanca y eran vistos como irremediablemente violentos, groseros y lascivos.

### En el arte

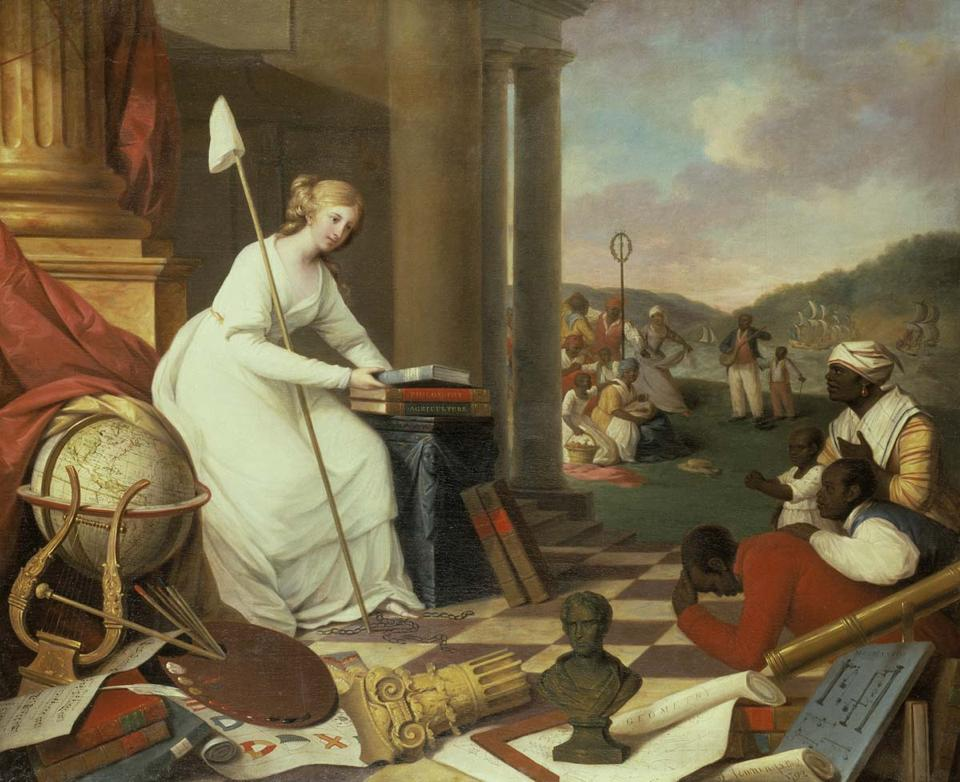
Samuel Jennings (activo 1789-1834). Estudio por la libertad mostrando las artes y las ciencias.

Desde la época colonial hasta la Revolución Americana, las ideas sobre los afroamericanos se utilizaron en propaganda a favor o en contra de la esclavitud. Pinturas como Watson y el tiburón (1778), de John Singleton Copley, y Estudio por la libertad mostrando las artes y las ciencias (1792), de Samuel Jennings, son ejemplos tempranos del debate que se estaba produciendo en aquella época sobre el papel de los negros en América. La pintura de Singleton representa un acontecimiento histórico, mientras que la de Jennings es indicativo de los sentimientos abolicionistas expresados en la comunidad intelectual posrevolucionaria de Filadelfia. No obstante, el cuadro de Jennings representa a los afroamericanos en un papel estereotipado de beneficiarios pasivos y sumisos no sólo de la abolición de la esclavitud, sino también del conocimiento que la libertad les había otorgado.
Como otra caricatura estereotipada “interpretada por hombres blancos disfrazados con pintura facial, el minstrel relegaba a los negros a papeles deshumanizantes muy definidos”. Con el éxito de Thomas Dartmouth Rice y Daniel Emmet, se creó la etiqueta de negros como bufones. Una de las primeras versiones de este estereotipo puede verse en Quilting Frolic de John Lewis Krimmel. El violinista del cuadro de 1813, con su ropa hecha jirones y remendada, junto con una botella que sobresale del bolsillo de su abrigo, parece ser un modelo temprano del personaje Jim Crow de Rice. La representación de Krimmel de un violinista mal vestido y una sirvienta con una sonrisa dentuda y labios rojos exagerados le convierte en “...uno de los primeros artistas estadounidenses en utilizar las distorsiones fisonómicas como elemento básico en la representación de los afroamericanos”.

## Estereotipos contemporáneos

### Adictos al crack y traficantes de drogas
Los expertos coinciden en que los estereotipos de la gente de color en los medios de comunicación son omnipresentes. Smith Los afroamericanos tenían más probabilidades de aparecer como autores de delitos violentos y de drogas en los noticiarios de las cadenas.
En las décadas de 1980 y 1990, los estereotipos de los hombres negros cambiaron y las imágenes predominantes y más frecuentes fueron las de los traficantes de drogas, las víctimas del crack, las clases bajas y empobrecidas, los sin techo y los atracadores del metro. De forma similar, Douglas (1995), que analizó a O. J. Simpson, Louis Farrakhan y la Marcha del millón de hombres, descubrió que los medios de comunicación situaban a los hombres afroamericanos en un espectro del bien frente al mal.

### Sandía y pollo frito

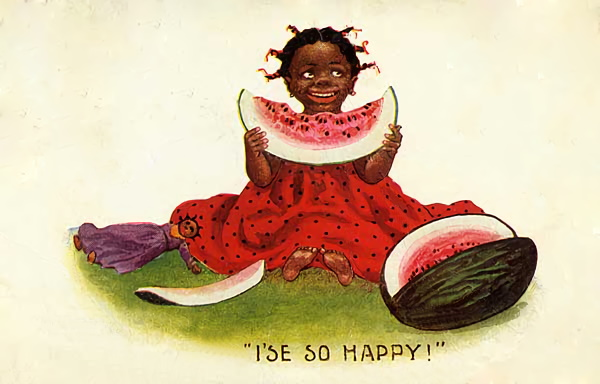
Postal que muestra a una niña afroamericana comiendo una gran sandía; obsérvese el uso del dialecto visual, en la oración I'se so happy, (Estoy muy feliz) en lugar de I'm so happy (escritura estándar) para reforzar el estereotipo.

Existen estereotipos muy extendidos según los cuales los afroamericanos tienen un apetito poco convencional por las sandías y adoran el pollo frito. La profesora de raza y folclore Claire Schmidt atribuye este último tanto a su popularidad en la cocina sureña como a una escena de la película El nacimiento de una nación en la que se ve a un hombre afroamericano alborotador comiendo pollo frito en una sala legislativa.

### Reina del bienestar
El estereotipo de la reina del bienestar representa a una mujer afroamericana que defrauda al sistema público de bienestar para mantenerse a sí misma, y tiene origen tanto en la raza como en el género. Este estereotipo retrata negativamente a las mujeres negras como maliciosas y perezosas, ignorando las auténticas dificultades económicas a las que se enfrentan de forma desproporcionada estas mujeres, especialmente las madres.

### Negro mágico
El negro mágico o negro místico es un arquetipo de personaje que aparece en diversas obras de ficción y que utiliza una sabiduría o unos poderes especiales para ayudar al protagonista blanco. El negro mágico es un subtipo del más genérico negro numinoso, término acuñado por Richard Brookhiser en National Review. Este último término se refiere a las torpes representaciones de protagonistas o mentores negros santos, respetados o heroicos en el entretenimiento estadounidense.

### Mujer negra enfadada
En el siglo XXI, la mujer negra enfadada es representada como ruidosa, agresiva, exigente, incivilizada y físicamente amenazante, así como de clase media-baja y materialista. No se queda en lo que se percibe como su lugar apropiado.

#### Control a través de imágenes
El control a través de imágenes se trata de estereotipos que se utilizan contra un grupo marginado para presentar la injusticia social como algo natural, normal e inevitable. Al borrar su individualidad, las imágenes de control silencian a las mujeres negras y las hacen invisibles en la sociedad. La imagen de control engañosa que se presenta es que las mujeres blancas son el estándar para todo, incluso para la opresión.

#### Educación
Los estudios demuestran que el mundo académico está dominado por hombres y mujeres blancos. Ser un académico reconocido incluye tanto el activismo social como la actividad académica. Se trata de una posición difícil de mantener, ya que los homólogos blancos dominan los ámbitos del activismo y el trabajo social. A una mujer negra le resulta especialmente difícil recibir los recursos necesarios para completar su investigación y escribir los textos que desea. Esto se debe, en parte, al efecto silenciador del estereotipo de la mujer negra enfadada. Las mujeres negras son escépticas a la hora de plantear temas, también vistos como quejas, en entornos profesionales por miedo a ser juzgadas.

#### Consecuencias psíquicas y emocionales
Debido al estereotipo de la mujer negra enfadada, las mujeres negras tienden a insensibilizarse ante sus propios sentimientos para evitar ser juzgadas. A menudo sienten que no deben mostrar ninguna emoción fuera de sus zonas de confort. Eso da lugar a la acumulación de esos sentimientos de dolor y puede proyectarse sobre sus seres queridos como ira. Una vez vistas como iracundas, las mujeres negras siempre son vistas bajo esa luz y, por tanto, sus opiniones, aspiraciones y valores son desestimados. La represión de esos sentimientos también puede dar lugar a graves problemas de salud mental, lo que crea un complejo de mujer negra fuerte. Como problema común dentro de la comunidad negra, las mujeres negras rara vez buscan ayuda para sus problemas de salud mental.

#### Relaciones interraciales
A menudo, las opiniones de las mujeres negras no se escuchan en los estudios que analizan las relaciones interraciales. Se suele dar por sentado que las mujeres negras están enfadadas por naturaleza. Sin embargo, las implicaciones de las opiniones de las mujeres negras no se exploran en el contexto de la raza y la historia. Según el estudio de Erica Child, las mujeres negras son las que más se oponen a las relaciones interraciales.
Desde el siglo XVII, la sexualidad interracial ha sido motivo de sentimientos desafortunados para las mujeres negras. Los hombres negros que se relacionaban con mujeres blancas eran severamente castigados. Sin embargo, los hombres blancos que explotaban a las mujeres negras nunca eran reprendidos. De hecho, era más favorable económicamente para una mujer negra dar a luz a un hijo de un hombre blanco porque la mano de obra esclava aumentaría por la regla de una gota. Era tabú para una mujer blanca tener un hijo de un hombre negro, ya que se consideraba una mancha racial. En la época contemporánea, las relaciones interraciales pueden representar a veces un rechazo para las mujeres negras. La probabilidad de encontrar un buen hombre negro era baja debido a la prevalencia de homicidios, drogas, encarcelamiento y relaciones interraciales, lo que dificultaba la tarea de las mujeres negras.
Según las conclusiones del estudio, las citas interraciales comprometen el amor negro. A menudo, los participantes expresaron su opinión de que el amor negro es importante y representa algo más que la estética, ya que se trata de solidaridad negra. Las mujeres negras enfadadas creen que las relaciones interraciales nunca valdrán la pena si los blancos nunca llegan a comprender a los negros y siguen considerándolos inferiores. El estudio muestra que la mayoría de las participantes piensan que las mujeres negras que mantienen relaciones interraciales no traicionan ni se desvinculan de la comunidad negra, pero los hombres negros que tienen citas interraciales son vistos como si se alejaran de la comunidad negra para hacer avanzar el patriarcado blanco.

#### Black bitch
La black bitch ("perra negra") es una manifestación contemporánea del estereotipo de Jezebel. Los personajes denominados chicas negras malas, putas negras y perras negras son arquetipos de muchas películas de explotación negra producidas por el establishment de Hollywood. El término perra negra se utilizó en un episodio del programa de televisión de 2019 Total Control con la intención de reivindicar un insulto racial, pero el público no estaba contento. Pocos se mostraron indiferentes ante el término, pero las masas se lanzaron a las redes sociales con furia, hablando de dolor y de sus propias experiencias racistas personales con ese término peyorativo.

#### La mujer negra fuerte
El estereotipo de la mujer negra fuerte es un discurso a través del cual las mujeres negras de clase media de la Iglesia bautista negra instruyen a las mujeres negras de clase trabajadora sobre moralidad, autoayuda y empoderamiento económico y valores de asimilación en aras de la superación y el orgullo racial. En esta narración, la mujer documenta a mujeres de clase media que intentan contrarrestar las narrativas racistas dominantes de que las mujeres negras son inmorales, promiscuas, sucias, perezosas y sin modales, participando en campañas de divulgación pública que incluyen literatura que advierte contra la ropa de colores brillantes, mascar chicle, hablar alto y las casas sucias, entre otras directivas. Ese discurso es dañino, deshumanizador y silenciador.
La narrativa de la mujer negra fuerte es una narrativa controladora que perpetúa la idea de que es aceptable maltratar a las mujeres negras porque son fuertes y pueden soportarlo. Esta narrativa también puede actuar como método de silenciamiento. Cuando las mujeres negras luchan por ser escuchadas mientras afrontan momentos de dificultades en la vida, como todo el mundo soporta, se las silencia y se les recuerda que son fuertes, en lugar de tomar medidas para mejorar sus problemas.
La participación de las mujeres contemporáneas de la diáspora africana en este despliegue de fuerza fisiológica y emocional tiene su origen en una historia de degradación evidente durante el Pasaje del medio transatlántico, la institución de la esclavitud estadounidense y la era de castas raciales impuesta por Jim Crow durante los siglos XIX y XX.
Además de encender el discurso sobre la política de respetabilidad, el estereotipo de la mujer negra fuerte también funciona como un mecanismo de supervivencia en el que la fuerza se manifiesta como una mayor independencia, hábitos de abnegación, resistencia y reticencia a expresar vulnerabilidad. A las mujeres negras se las socializa para que utilicen estos atributos como armas para combatir las realidades del racismo, el sexismo y otros sistemas de opresión que puedan experimentar. Sin embargo, la adhesión prolongada al estereotipo de la mujer negra fuerte provoca un aumento del malestar psicológico en forma de “depresión, estrés, ansiedad y comportamiento suicida”. La influencia perjudicial del estereotipo en la salud mental de las mujeres negras tiene el efecto dominó de disminuir otras facetas de la salud general (por ejemplo, fisiológica, emocional, espiritual, etc.).

#### La mujer negra independiente
La mujer negra independiente es la representación de una mujer narcisista, superdotada y con éxito económico que emascula a los hombres negros de su vida.

### La princesa negra estadounidense
La princesa negra estadounidense se refiere a una mujer afroamericana a la que se considera materialista, privilegiada y ajena a las luchas de las comunidades negras menos afortunadas. El término refleja estereotipos de riqueza, estilo y naturaleza superficial, y es idéntico al llamado síndrome de princesa de todas las demás etnias. Esta narrativa sitúa a estas mujeres como excesivamente preocupadas por la riqueza, el estatus y la apariencia, de forma similar a los estereotipos de la chica del valle o la rubia tonta asociados a las mujeres blancas.
A menudo se critica la figura de la princesa negra estadounidense como producto de la riqueza negra posterior a la segregación, en la que se considera que las mujeres que accedieron a las instituciones educativas y sociales tienen un sentido de legitimación y desvinculación de su identidad racial.
La narrativa de la princesa negra estadounidense es un estereotipo controlador que refuerza las distinciones de clase dentro de la comunidad negra, sugiriendo que las mujeres negras que alcanzan cierto estatus socioeconómico son menos auténticas o traicionan sus raíces. Esto puede ser perjudicial porque simplifica y pasa por alto el esfuerzo que estas mujeres dedican a promover representaciones positivas de la feminidad negra.

### Capacidad atlética
Los negros son estereotipados como deportistas naturalmente más atléticos y potencialmente superiores al resto de razas. Aunque representan aproximadamente entre el 12 y el 14% de la población estadounidense, el 75% de los jugadores de la Asociación Nacional de Baloncesto (NBA, por sus siglas en inglés) y el 65% de los jugadores de la Liga Nacional de Fútbol (NFL, por sus siglas en inglés) son negros. Se considera que los deportistas universitarios afroamericanos acceden a la universidad principalmente por su capacidad atlética y, en menor medida, por sus méritos académicos.
La superioridad atlética de los negros es una teoría que afirma que los negros poseen rasgos adquiridos por factores genéticos y/o ambientales que les permiten destacar sobre otras razas en competiciones atléticas. Los blancos son más propensos a sostener este tipo de opiniones, pero algunos negros y de otras afiliaciones raciales también lo hacen.
Otros autores han afirmado que la cobertura deportiva que destaca el «atletismo natural de los negros» tiene el efecto de sugerir la superioridad de los blancos en otras áreas, como la inteligencia. El estereotipo sugiere que los afroamericanos son incapaces de dominar en deportes blancos como el hockey sobre hielo y la natación (este último no tiene su origen en el atletismo en sí, sino en un estereotipo distinto que sugiere que los negros tienen miedo a las grandes masas de agua).

### Inteligencia
Siguiendo los arquetipos estereotipados de carácter, los afroamericanos han sido falsa y frecuentemente considerados y calificados de poco inteligentes en comparación con otros grupos raciales, especialmente las personas de raza blanca, lo que ha contribuido a que a los afroamericanos se les negaran oportunidades en el empleo. Incluso tras el fin de la esclavitud, la capacidad intelectual de los negros seguía cuestionándose con frecuencia.

### Big Black Cock
El Big Black Cock ("gran pene negro") es una categoría en la pornografía en la que los hombres negros son estereotipados como hipermasculinos y sexualmente dominantes.

## Medios de comunicación
En los medios de comunicación se suele recurrir a los afroamericanos para reportajes sobre el consumo de drogas, niños drogadictos, enfermos de VIH/SIDA y personas sin hogar.

### Primeros estereotipos
Los primeros espectáculos minstrel de mediados del siglo XIX ridiculizaban la supuesta estupidez de los negros. Incluso después del fin de la esclavitud, se seguía cuestionando con frecuencia la capacidad intelectual de los negros. Películas como El nacimiento de una nación (1915) cuestionaban si los negros eran aptos para presentarse a cargos públicos o para votar.
Algunos críticos han considerado que Las aventuras de Huckleberry Finn de Mark Twain es racista por su descripción del esclavo Jim y otros personajes negros. Algunas escuelas han excluido el libro de sus planes de estudio o bibliotecas.
Los estereotipos impregnaban otros aspectos de la cultura, como varios juegos de mesa que utilizaban imágenes de Sambo o similares en su diseño. Un ejemplo es el Jolly Darkie Target Game, en el que los jugadores debían lanzar una pelota a través de la boca abierta de la diana de cartón decorada con imágenes de Sambo.
Otros estereotipos mostraban la imposibilidad de unas buenas relaciones entre blancos y negros, inculcando la idea de que las dos razas nunca podrían coexistir pacíficamente en la sociedad. La intención era llevar al público a la conclusión de que la solución adecuada era eliminar por completo a los negros de la sociedad estadounidense.

### Cine y televisión
En el cine, también se muestra a los negros de una manera estereotipada que promueve nociones de inferioridad moral. En el caso concreto de los personajes femeninos de las películas, se ha demostrado que las actrices negras utilizan palabras vulgares, son físicamente violentas y carecen de autocontrol general en una proporción mucho mayor que las actrices blancas.
Las mujeres afroamericanas han sido representadas en el cine y la televisión de formas muy diversas, empezando por el estereotipo/arquetipo de mammy (como ejemplifica el papel interpretado por Hattie McDaniel en Lo que el viento se llevó) extraído de los espectáculos minstrel, hasta las heroínas de las películas de Ide los años 70, aunque este último fue atenuado por los estudios comerciales. La mammy suele ser representada como una mujer mayor, con sobrepeso y de piel oscura que encarna a la cuidadora ideal, caracterizado por rasgos como la lealtad, las cualidades de crianza y el respeto a la autoridad blanca. Este estereotipo proviene de la representación de la mujer negra como asexuada, mientras que las representaciones posteriores de la mujer negra mostraban una sexualidad depredadora.
Con la llegada del cine sonoro a Hollywood, el uso de rostros negros empezó a disminuir, pero persistieron los estereotipos nocivos. Esta evolución tuvo un resultado complejo: al tiempo que creaba más oportunidades para los actores afroamericanos, también los involucraba en el refuerzo de imágenes negativas. Por ejemplo, la interpretación de Hattie McDaniel en la película Lo que el viento se llevó le valió el primer Oscar para un actor negro, pero también consolidó ese estereotipo. Del mismo modo, personajes como Buckwheat de la película La pandilla: los pequeños traviesos ejemplificaban el tópico del pickaninny, mientras que las dos adaptaciones de Imitación a la vida destacaban la narrativa del mulato trágico. Así pues, la transición al sonido en el cine supuso tanto un progreso como una continuación de representaciones problemáticas.

### Moda
En la imprenta, los negros son retratados como abiertamente extravagantes. En un estudio de fotografías de revistas de moda, Millard y Grant descubrieron que los modelos negros suelen aparecer como más agresivos y sociables, pero menos inteligentes y orientados al logro.

### Deporte
En su libro Darwin's Athletes, John Hoberman escribe que la prominencia de los atletas afroamericanos fomenta la falta de énfasis en el rendimiento académico en las comunidades negras. Otros autores han afirmado que la cobertura deportiva que destaca la capacidad atlética natural de los negros tiene el efecto de sugerir la superioridad blanca en otras áreas, como la inteligencia o la gestión del juego. Algunos comentaristas deportivos contemporáneos han cuestionado que los negros sean lo bastante inteligentes como para ocupar puestos estratégicos o ser entrenadores de juegos como el fútbol.
En otro ejemplo, un estudio sobre la representación de la raza, la etnia y la nacionalidad en acontecimientos deportivos televisados realizado por el periodista Derrick Z. Jackson en 1989 demostró que los negros tenían más probabilidades que los blancos de ser descritos en términos intelectuales denigrantes.

### Estereotipo criminal
Según Lawrence Grossman, expresidente de CBS News y del Servicio  Público de Radiodifusión (PBS, Public Broadcasting Service), los noticieros de televisión “muestran de forma desproporcionada a afroamericanos detenidos, viviendo en barrios marginales, recibiendo asistencia social y necesitados de ayuda de la comunidad”. Del mismo modo, Hurwitz y Peffley escribieron que los actos violentos cometidos por una persona negra suelen ocupar más de la mitad de los noticiarios locales, que a menudo los retratan bajo una luz mucho más siniestra que sus contrapartes blancas. Los autores sostienen que los afroamericanos no sólo tienen más probabilidades de ser vistos como sospechosos de crímenes horrendos en la prensa, sino que también son interpretados como individuos violentos o peligrosos por el público en general.
Mary Beth Oliver, profesora de la Universidad Estatal de Pensilvania, declaró que “la frecuencia con la que los hombres de raza negra han sido objeto de agresiones policiales demuestra el innegable papel que desempeña la raza en las falsas suposiciones de peligrosidad y criminalidad”. Oliver declaró además que “las variables que contribuyen a generar ideas de hombres de raza negra peligrosos o agresivos son la edad, la vestimenta y el sexo, entre otras, que conducen a falsas suposiciones de peligrosidad y criminalidad”.

### Estereotipos en los nuevos medios

#### Redes sociales
En 2012, Mia Moody, profesora adjunta de Periodismo, Relaciones Públicas y Nuevos Medios de Comunicación de la Facultad de Artes y Ciencias de Baylor, documentó el uso que los aficionados de Facebook hacen de las redes sociales para atacar con estereotipos al entonces presidente de los Estados Unidos, Barack Obama, y a su familia. Su estudio descubrió varios temas y misiones de los grupos que atacaban a los Obama. Algunos grupos se centraban en atacar su política y estaban formados por miembros de Facebook interesados en la política y que utilizaban las redes sociales para compartir sus ideas. Otros, más maliciosos, se centraban en la raza, la religión, la orientación sexual, la personalidad y la dieta del presidente.
Moody analizó más de 20 grupos y páginas de Facebook con las palabras clave odio, Barack Obama y Michelle Obama. Los grupos de odio, que antes reclutaban miembros mediante el boca a boca y la distribución de panfletos, difundían el mensaje de que había una raza inferior, se dirigían a un grupo históricamente oprimido y utilizaban términos degradantes y llenos de odio.
Llegó a la conclusión de que los estereotipos históricos centrados en la dieta y el blackface prácticamente habían desaparecido de los principales programas de televisión y películas, pero habían resurgido en los nuevos medios de comunicación. La mayoría de las representaciones se dividen en tres categorías: blackface, animalismo y maldad/enfado. Del mismo modo, los medios de comunicación habían avanzado en el tratamiento de los temas relacionados con el género, pero Facebook ofrecía una nueva plataforma para que prosperaran los mensajes sexistas. Los usuarios de Facebook resaltaron las representaciones superficiales y patriarcales de Michelle Obama, centrándose en sus emociones, apariencia y personalidad. Por el contrario, hicieron hincapié en los estereotipos históricos que describían a Barack Obama como extravagante y animal. Según su estudio, la recurrencia en los medios de comunicación a los estereotipos de las mujeres y los afroamericanos no sólo obstaculizó los derechos civiles, sino que también contribuyó a determinar la forma en que la gente trataba a los grupos marginados.

#### Videojuegos
Las representaciones de afroamericanos en los videojuegos tienden a reforzar los estereotipos de los varones como atletas o gánsteres.

#### Música hip hop
La música hip hop ha reforzado los estereotipos sobre los hombres negros. Se ha demostrado que la exposición al rap violento y misógino interpretado por raperos afroamericanos refuerza los estereotipos negativos sobre los hombres negros como personas hostiles, criminales y sexistas. El hip hop retrata una estética masculina negra estereotípica y ha caracterizado a los hombres negros como matones hipersexuales y gánsteres procedentes de un gueto del centro de la ciudad. Escuchar este hip hop misógino y violento tiene efectos sobre los hombres afroamericanos y su rendimiento cognitivo. Obtienen peores resultados en pruebas similares al Graduate Record Examination después de escuchar este tipo de música en comparación con los hombres blancos en las mismas condiciones.
En la música rap se degrada a las mujeres afroamericanas y se hace referencia a ellas como zorras y putas. Las mujeres afroamericanas aparecen excesivamente sexualizadas en los vídeos musicales modernos de hip hop y se las representa como objetos sexuales para los raperos. La hipersexualización de las mujeres afroamericanas en los vídeos musicales de rap puede tener consecuencias para la salud de quienes los ven. En una encuesta, las adolescentes afroamericanas que veían vídeos de rap y percibían que contenían más estereotipos sexuales tenían más probabilidades de emborracharse, dar positivo en los análisis de marihuana y tener una imagen corporal negativa.

## Lecturas complementarias
- Amoah, Jewel D. (1997). «Back on the Auction Block: A Discussion of Black Women and Pornography». National Black Law Journal (en inglés) 14 (2): 204-221.
- Anderson, L. M. (1997). Mammies no more: The changing image of black women on stage and screen (en inglés). Lanham, Maryland: Rowman & Littlefield.
- Bogle, Donald (1994). Toms, coons, mulattoes, mammies, and bucks: An interpretive history of Blacks in American films (3ª edición). Nueva York: Continuum.
- Jewell, K.S. (1993). From mammy to Miss America and beyond: Cultural images and the shaping of U.S. social policy (en inglés). Nueva York: K.S.
- Leab, D. J. (1975/1976). From Sambo to Superspade: The black experience in motion pictures (en inglés). Boston. Massachusetts: Houghton Mifflin Company.
- Turner, Patricia A. (1994). Ceramic Uncles & Celluloid Mammies: Black Images and Their Influence on Culture (en inglés). Anchor Books.
- Stampp, Kenneth M. (1971). «Rebels and Sambos: The Search for the Negro's Personality in Slavery». The Journal of Southern History (en inglés) 37 (3): 367-392. doi:10.2307/2206947.
- West, Carolyn M. (1995). «Mammy, Sapphire, and Jezebel: Historical images of Black women and their implications for psychotherapy». Psychotherapy: Theory, Research, Practice, Training (en inglés) 32 (3): 458-466. doi:10.1037/0033-3204.32.3.458. ProQuest 614327223.